# Про козла
«Про козла» — советский кукольный мультипликационный фильм, снятый в 1960 году по мотивам пьесы-сказки Самуила Маршака «Сказка про козла» (1922). Режиссёрский дебют Иосифа Боярского и Вадима Курчевского.

## Сюжет
Жили в избушке дед да баба, и стали они совсем старые. Детей у них не было, был только козёл. Однажды усталый дед пришёл домой с вязанкой дров и стал жаловаться на немощь:

Ах, ах, ах! Ох, ох, ох!

Что-то нынче стал я плох,

Слаб, ленив и нездоров.

Чуть донёс вязанку дров.

Хорошо бы мне прилечь.

Затопи-ка, баба, печь.

Баба, растапливая печь, поддержала деда и сказала, что очень плохо то, что у них нет сына, чтобы принести дрова, затопить печь и сварить для них щи. Но тут в окно заглянул козёл и сказал, что может приготовить обед. Дед и баба сильно удивились, ведь таких разумных козлов они не видели.
Войдя в дом, главный герой принялся хозяйничать: сварил щи, подмёл пол в избе и пообещал наколоть дров. До этого он сказал, что не любит лениться, и, несмотря на бороду, ещё очень молод. Дед с бабой не нарадуются на козла, а тот сходил за водой, накормил стариков обедом и уложил их спать. Потом решил сходить в лес за грибами.
В лесу сидели семь голодных волков. Увидев заблудившегося козла, они собрались съесть его. Но козёл, видя, что пришла его смерть, решил драться до конца:

Если смерть моя пришла,

Вы попомните козла!

Растопчу я вас ногами,

Заколю я вас рогами!

Он проколол одному волку ухо, а другому распорол живот. Но волки не отступали, ведь их было семеро. Вдруг в лесу раздались голоса деда и бабы, которые спохватились и отправились искать козла:

Ах, козёл, ты наш козёл!

Ты зачем от нас ушёл?

Главный герой принялся пугать волков двустволкой деда и ухватом бабки. Волки пугаются, а козёл зовёт своих хозяев и кричит, что пасёт им семерых волков на шубы. Волки, в том числе и их вожак, убегают. Старики выходят на поляну и видят лукошко. Они думают, что козёл погиб, и горько его оплакивают. Но козёл живой и здоровый появляется из леса. Он показывает собранные грибы и рассказывает, как поборол волков.
Довольные старики хвалят козла, а после возвращения домой поют песню в его честь:

Как у нашего козла,

Эх, головушка удала!

Из-за дуба, из-за ёлки

На него напали волки,

Да не тронули козла.

Эх, голова его цела.

Целы глазки, целы ножки,

Борода, копытца, рожки.

Ай да умница козёл —

Всех волков он поборол!

## Над фильмом работали
- Режиссёры — Иосиф Боярский, Вадим Курчевский
- Оператор — Теодор Бунимович
- Художник-постановщик — Вадим Курчевский
- Композитор — Моисей Вайнберг
- Звукооператор — Борис Фильчиков
- Редактор — Наталья Абрамова
- Ассистент — Татьяна Сазонова
- Кукловоды: Борис Меерович, Лев Жданов, К. Мамонов
- Роли озвучивали:
  - А. Бурова — баба/козëл
  - Михаил Петров — дед
  - Анатолий Папанов — волк-вожак
  - Григорий Шпигель — один из волков (в титрах не указан)
- Куклы и декорации выполнены: В. Курановым, Галиной Геттингер, Павлом Лесиным, Борисом Караваевым, Верой Калашниковой, Павлом Гусевым, Владимиром Алисовым, Мариной Чесноковой, Светланой Знаменской, А. Филасовым под руководством Романа Гурова
- Директор картины — Натан Битман

## О мультфильме
В 1957 году Вадим Курчевский приходит на «Союзмультфильм», а в 1961–1962-м он в качестве художника-постановщика работает сразу над тремя фильмами. «Прочти и катай в Париж и Китай» (режиссёр А. Каранович), «Про козла» (где В. Курчевский работает также и режиссёром совместно с И. Боярским) и «Летающий пролетарий» (режиссёры И. Иванов-Вано и И. Боярский).— Прохоров А. Вадим Курчевский // Режиссёры и художники советского мультипликационного кино. М., 1984